# NGC 300
NGC 300 este o galaxie spirală din constelația Sculptorul. Este una dintre cele mai apropiate galaxii de Grupul Local. Este cea mai luminoasă dintre cele cinci spirale principale din direcția Grupului Sculptor. Este înclinată la un unghi de 42° față de poziția de observație de pe Pământ și are caracteristici comune cu Galaxia Triunghiului. A fost descoperită în 5 august 1826 de către James Dunlop. De asemenea, a fost observată încă o dată în 1 septembrie 1834 de către John Herschel.